# Lúcio Fulcínio Trião
Lúcio Fulcínio Trião (em latim: Lucius Fulcinius Trio; m. 35) foi um senador romano nomeado cônsul sufecto em 31. Ficou conhecido por ser um accusator ("acusador") contumaz de seus colegas, o que lhe valia várias vantagens financeiras. Sua amizade com o prefeito pretoriano Lúcio Élio Sejano acabou levando ao seu suicídio no início de 35.

## Carreira
Trião tinha uma reputação de ser um "accusator", ou seja, uma pessoa famosa por delatar outros senadores em troca de alguma vantagem. A primeira acusação feita por ele foi em 16, quando ele se juntou a Fírmio Cato, Fonteio Agripa e Caio Víbio para processar o pretor Marco Escribônio Libão e o irmão dele, Lúcio Escribônio Libão, por conspirarem contra o imperador Tibério. Entre as acusações estavam a consulta de um vidente para saber se teriam ou não dinheiro suficiente para estender a via Ápia até Brundísio, que Tácito descreve como "absurda". O julgamento foi levado ao Senado e os irmãos Escribão foram julgados pelo próprio Tibério. Na defesa estava um parente dos dois pelo lado da mãe, Públio Sulpício Quirino. Tibério queria questionar os escravos de Marco Libão, mas havia um decreto senatorial em vigor que impedia que confissões de escravos torturados fossem utilizadas num julgamento contra seus mestres. Para contorná-lo, Tibério ordenou que os escravos de Marco fossem vendidos a um terceiro, o que permitiu que as acusações contra os dois fossem confirmadas por seus "ex-escravos". Marco se matou em 13 de setembro de 16 e, como resultado, suas propriedades foram divididas entre os acusadores, incluindo Trião. Lúcio Libão sobreviveu.
Ele aparece novamente como acusador novamente em 20. Desta vez, ele processou Cneu Calpúrnio Pisão por crimes ocorridos durante seu mandato como governador da Hispânia. Tibério deu aos acusadores dois dias para apresentarem seu caso e, depois de um intervalo de seis dias, a defesa teve três dias para fazer o mesmo. Trião começou com acusações "antigas e irrelevantes" sobre intrigas e extorsões segundo Tácito. Os outros acusadores, Quinto Verânio, Quinto Serveu e Públio Vitélio, tiveram mais sucesso. Eles o acusaram de corromper os soldados de seu adversário, Germânico, de abuso contra os amigos e aliados de Germânico, de insultar Germânico e finalmente de envenená-lo durante um banquete. Pisão só foi absolvido da acusação de envenenamento, mas ele já havia se matado quando o julgamento terminou.
Durante o consulado de Tibério e Lúcio Élio Sejano, em 31 de janeiro de 31, Trião ofereceu o status de clientes para diversos libertos da gente Estertínia. Em 31 de julho, o próprio Trião se tornou cônsul sufecto, primeiro com Sexto Tédio Valério Cátulo e depois com Públio Mêmio Régulo.

## Queda
Durante seu consulado, Trião indiretamente censurou Régulo por sua atuação contra os subordinados do recém-executado Sejano. Régulo, por sua vez, tentou processar Trião por ser um cúmplice de Sejano, mas o julgamento foi adiado pelo senador Quinto Sanquínio Máximo para não aumentar as tensões já em estado muito elevado do imperador. Em 35, Trião foi acusado e preso por ser amigo de Sejano e por ter supostamente ajudado nos seus esquemas. Trião seria julgado, mas preferiu se matar primeiro. Ele deixou um testamento insultando Tibério e Névio Sutório Macro, o sucessor de Sejano, que seus filhos tentaram esconder, mas o imperador determinou que ele fosse tornado público.